# Formil peptidni receptor 1
fMet-Leu-Phe receptor ili N-formil peptidni receptor je protein koji je kod ljudi kodiran  genom.

## Literatura
1. ↑  Boulay F, Tardif M, Brouchon L, Vignais P (1990). „Synthesis and use of a novel N-formyl peptide derivative to isolate a human N-formyl peptide receptor cDNA”. Biochem Biophys Res Commun. 168 (3): 1103—9. PMID 2161213. doi:10.1016/0006-291X(90)91143-G.
2. ↑  Zhang Y, Syed R, Uygar C, Pallos D, Gorry MC, Firatli E, Cortelli JR, VanDyke TE, Hart PS, Feingold E, Hart TC (2003). „Evaluation of human leukocyte N-formylpeptide receptor (FPR1) SNPs in aggressive periodontitis patients”. Genes Immun. 4 (1): 22—9. PMID 12595898. doi:10.1038/sj.gene.6363900.
3. ↑  „Entrez Gene: FPR1 formyl peptide receptor 1”.

## Dodatna literatura
- Graves V; Gabig T; McCarthy L;  . (1992). „Simultaneous mobilization of Mac-1 (CD11b/CD18) and formyl peptide chemoattractant receptors in human neutrophils.”. Blood. 80 (3): 776—87. PMID 1322204.
- Murphy PM; Ozçelik T; Kenney RT;  . (1992). „A structural homologue of the N-formyl peptide receptor. Characterization and chromosome mapping of a peptide chemoattractant receptor family.”. J. Biol. Chem. 267 (11): 7637—43. PMID 1373134.
- Perez HD; Holmes R; Kelly E;  . (1992). „Cloning of the gene coding for a human receptor for formyl peptides. Characterization of a promoter region and evidence for polymorphic expression.”. Biochemistry. 31 (46): 11595—9. PMID 1445895. doi:10.1021/bi00161a044.
- Bao L; Gerard NP; Eddy RL;  . (1992). „Mapping of genes for the human C5a receptor (C5AR), human FMLP receptor (FPR), and two FMLP receptor homologue orphan receptors (FPRH1, FPRH2) to chromosome 19.”. Genomics. 13 (2): 437—40. PMID 1612600. doi:10.1016/0888-7543(92)90265-T.
- Murphy PM, McDermott D (1991). „Functional expression of the human formyl peptide receptor in Xenopus oocytes requires a complementary human factor.”. J. Biol. Chem. 266 (19): 12560—7. PMID 1712023.
- Boulay F, Tardif M, Brouchon L, Vignais P (1991). „The human N-formylpeptide receptor. Characterization of two cDNA isolates and evidence for a new subfamily of G-protein-coupled receptors.”. Biochemistry. 29 (50): 11123—33. PMID 2176894. doi:10.1021/bi00502a016.
- Wahl SM; Allen JB; Gartner S;  . (1989). „HIV-1 and its envelope glycoprotein down-regulate chemotactic ligand receptors and chemotactic function of peripheral blood monocytes.”. J. Immunol. 142 (10): 3553—9. PMID 2541200.
- Jesaitis AJ; Naemura JR; Painter RG;  . (1983). „Intracellular localization of N-formyl chemotactic receptor and Mg2+ dependent ATPase in human granulocytes.”. Biochim. Biophys. Acta. 719 (3): 556—68. PMID 6129903.
- Prossnitz ER, Kim CM, Benovic JL, Ye RD (1995). „Phosphorylation of the N-formyl peptide receptor carboxyl terminus by the G protein-coupled receptor kinase, GRK2.”. J. Biol. Chem. 270 (3): 1130—7. PMID 7836371. doi:10.1074/jbc.270.3.1130.
- Klotz KN, Jesaitis AJ (1994). „Physical coupling of N-formyl peptide chemoattractant receptors to G protein is unaffected by desensitization.”. Biochem. Pharmacol. 48 (6): 1297—300. PMID 7945424. doi:10.1016/0006-2952(94)90168-6.
- Bommakanti RK, Dratz EA, Siemsen DW, Jesaitis AJ (1994). „Characterization of complex formation between Gi2 and octyl glucoside solubilized neutrophil N-formyl peptide chemoattractant receptor by sedimentation velocity.”. Biochim. Biophys. Acta. 1209 (1): 69—76. PMID 7947984. doi:10.1016/0167-4838(94)90138-4.
- Murphy PM, Tiffany HL, McDermott D, Ahuja SK (1993). „Sequence and organization of the human N-formyl peptide receptor-encoding gene.”. Gene. 133 (2): 285—90. PMID 8224916. doi:10.1016/0378-1119(93)90653-K.
- Jesaitis AJ; Erickson RW; Klotz KN;  . (1993). „Functional molecular complexes of human N-formyl chemoattractant receptors and actin.”. J. Immunol. 151 (10): 5653—65. PMID 8228254.
- Särndahl E; Bokoch GM; Boulay F;  . (1996). „Direct or C5a-induced activation of heterotrimeric Gi2 proteins in human neutrophils is associated with interaction between formyl peptide receptors and the cytoskeleton.”. J. Biol. Chem. 271 (25): 15267—71. PMID 8663057. doi:10.1074/jbc.271.25.15267.
- Maestes DC, Potter RM, Prossnitz ER (1999). „Differential phosphorylation paradigms dictate desensitization and internalization of the N-formyl peptide receptor.”. J. Biol. Chem. 274 (42): 29791—5. PMID 10514456. doi:10.1074/jbc.274.42.29791.
- Liang TS, Wang JM, Murphy PM, Gao JL (2000). „Serum amyloid A is a chemotactic agonist at FPR2, a low-affinity N-formylpeptide receptor on mouse neutrophils.”. Biochem. Biophys. Res. Commun. 270 (2): 331—5. PMID 10753626. doi:10.1006/bbrc.2000.2416.
- Luu NT, Rainger GE, Nash GB (2000). „Differential ability of exogenous chemotactic agents to disrupt transendothelial migration of flowing neutrophils.”. J. Immunol. 164 (11): 5961—9. PMID 10820279.
- Bennett TA, Maestas DC, Prossnitz ER (2000). „Arrestin binding to the G protein-coupled N-formyl peptide receptor is regulated by the conserved "DRY" sequence.”. J. Biol. Chem. 275 (32): 24590—4. PMID 10823817. doi:10.1074/jbc.C000314200.
- Ayala JM; Goyal S; Liverton NJ;  . (2000). „Serum-induced monocyte differentiation and monocyte chemotaxis are regulated by the p38 MAP kinase signal transduction pathway.”. J. Leukoc. Biol. 67 (6): 869—75. PMID 10857861.